# Marion Reichardt
Marion Reichardt (* 10. Februar 1997) ist eine deutsche Ruderin.

## Karriere
Reichardt gewann die Bronzemedaille bei den U23-Weltmeisterschaften 2017 im Leichtgewichts-Doppelvierer. 2018 belegte sie in der gleichen Bootsklasse den vierten Platz bei den U23-Weltmeisterschaften 2018. Bei den Europameisterschaften 2020 gewann sie mit Elisabeth Mainz, Cosima Clotten und Katrin Volk die Silbermedaille im Leichtgewichts-Doppelvierer hinter dem Boot aus Italien.

## Internationale Erfolge
- 2017: Bronzemedaille U23-Weltmeisterschaften im Leichtgewichts-Doppelvierer
- 2018: 4. Platz U23-Weltmeisterschaften im Leichtgewichts-Doppelvierer
- 2020: Silbermedaille Europameisterschaften im Leichtgewichts-Doppelvierer